# بيني (مغنية راب)
بيني (بالإنجليزية: Penny)‏، مغنية راب، وفنانة هيب هوب أمريكية، ولدت في 1981.